# EN 60601-2-44
Die EN 60601-2-44 mit dem Titel „Medizinische elektrische Geräte – Teil 2-44: Besondere Festlegungen für die Sicherheit von Röntgeneinrichtungen für die Computertomographie.“ ist Teil der Normenreihe EN 60601.
Herausgeber der DIN-Norm DIN EN 60601-2-44 ist das Deutsche Institut für Normung.
Die Norm basiert auf der internationalen Fassung IEC 60601-2-44. Im Rahmen des VDE-Normenwerks ist die Norm als VDE 0750-2-44 klassifiziert, siehe DIN-VDE-Normen Teil 7.
Diese Ergänzungsnorm regelt allgemeine Festlegungen für die Sicherheit, Prüfungen und Richtlinien von Röntgeneinrichtungen für die Computertomographie. Zweck ist es, Merkmale der Basissicherheit sowie Prüfungen zu beschreiben und zusätzlich Anleitungen für ihre Anwendung zu geben.

## Gültigkeit
Die deutsche Ausgabe 4.2004 ist ab ihrem Erscheinungsdatum als Deutsche Norm angenommen.
- Die aktuelle Fassung 4. 2004 ist korrespondierend mit der 2. Ausgabe der DIN EN 60601-1 anzuwenden.
- Es wurde im März 2008 ein Entwurf zur korrespondierenden Anwendung mit der 3. Ausgabe der DIN EN 60601-1 veröffentlicht.

## Anwendungsbereich
Diese besonderen Festlegungen gelten für Röntgeneinrichtungen für die Computertomographie (CT-Scanner). Die Norm beinhaltet die Sicherheitsanforderungen an Röntgenstrahlerzeuger, auch an jene, bei denen Röntgengeneratoren in einen Röntgenstrahler integriert sind.

## Zusatzinformation
Folgende geänderte Anforderungen sind in der EN 60601-2-44 enthalten (Auszug):
- Schutz vor elektrischem Schlag
- Schutz vor mechanische Gefährdungen (Bewegte Teile)
- Schutz vor Strahlung
- Schutz vor gefährlichen Ausgangswerten
- Konstruktive Anforderungen